# 28e Schaakolympiade

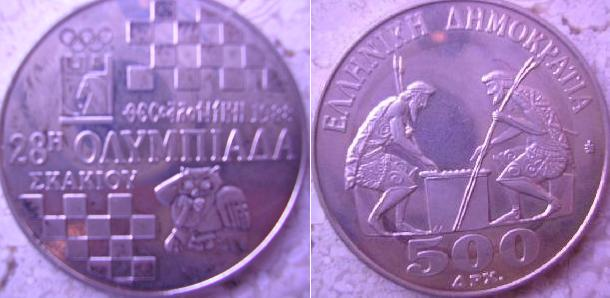
Zilveren munten geslagen ter nagedachtenis

De 28e Schaakolympiade was een schaaktoernooi voor landenteams, georganiseerd door de FIDE, en bestaande uit een open en een vrouwentoernooi. Het vond plaats tussen 12 en 30 november 1988 in Thessaloniki, Griekenland.
Na de succesvolle 26e Schaakolympiade in Thessaloniki in 1984 had de FIDE ermee ingestemd om elk jaar dat er Olympische Spelen waren de schaakolympiade in Griekenland te houden. Later is dit besluit herroepen.

## Open toernooi
Er deden 107 teams uit 106 verschillende landen mee in een toernooi van 14-ronden (Zwitsers).
| #      | Land        | Spelers                                                                                         | Gemiddelde rating | Punten | Buchholz |
| ------ | ----------- | ----------------------------------------------------------------------------------------------- | ----------------- | ------ | -------- |
| Goud   | Sovjet-Unie | Kasparov, Karpov, Jusupov, Beljavsky, Ehlvest, Ivantsjoek                                       | 2694              | 40½    |          |
| Zilver | Engeland    | Short Speelman, Nunn, Chandler, Mestel, Watson                                                  | 2635              | 34½    | 457.0    |
| Brons  | Nederland   | Van der Wiel, Sosonko, Van der Sterren, Piket, Kuijf, Douven                                    | 2513              | 34½    | 455.0    |
| 4      | Ver. Staten | Seirawan, Gulko, Benjamin, Christiansen, Koedrin, De Firmian                                    | 2580              | 34     | 459.0    |
| 5      | Hongarije   | Portisch, Ribli, Sax, Pinter, Adorján, Csom                                                     | 2604              | 34     | 456.5    |
| 6      | Joegoslavië | Ljubojević, Nikolić, Popović, Velimirovic, Sokolov, Kovacevic                                   | 2574              | 33½    |          |
| 7      | Filipijnen  | Torre, Mascarinas, Rodriguez, Antonio, Gloria, Barcenilla                                       | 2435              | 33     | 449.5    |
| 8      | China       | Xu Jun,                                                                                         | 2441              | 33     | 447.0    |
| 9      | Cuba        | Nogueiras, Rodriguez Cespedes, Garcia Gonzalez, Borges Mateos, Vera González-Quevedo, Hernandez | 2520              | 33     | 439.5    |
| 10     | Argentinië  | Campora, Panno, Barbero, Rubinetti, Ricardi, Gomez Bailo                                        | 2486              | 33     | 434.5    |
Individuele medailles
- Prestatierating:  Garri Kasparov 2877
- Bord 1:  Garri Kasparov 8½ pt. uit 10 = 85%
- Bord 2:  Anatoli Karpov 8 pt. uit 10 = 80%
- Bord 3:  Carlos Antonio Reyes Nájera 7½ pt. uit 10 = 75%
- Bord 4:  Suchart Chaivichit 8 pt. uit 9 = 88.9%
- 1ste reserve:  Ennio Arlandi en  Eduaro Vásquez 5½ pt. uit 7 = 78.6%
- 2de reserve:  Tahmidur Rahman en  Jorge Goméz Baillo 6 pt. uit 7 = 85.7%

Beste combinatie
De prijs voor de beste combinatie ging naar de partij Carsten Høi (Denemarken) - Boris Gulko (VS)

## Vrouwentoernooi
Aan het vrouwentoernooi werd deelgenomen door 56 teams uit 55 verschillende landen.
Tien van de elf voorgaande Olympiades waren gewonnen door de Sovjet-Unie, maar deze keer won het Hongaarse team, bestaande uit jonge schaaksters: de 19 jaar oude Ildikó Mádl en de drie Polgár zussen, Judit (12 jaar), Susan (19 jaar) en Sofia (14 jaar). Het 12 jaar oude wonderkind Judit Polgár behaalde 12½ pt. uit 13 partijen, was de beste speelster aan het tweede bord en had de hoogste totale prestatierating.  
| #      | Land        | Spelers                                              | Gemiddelde rating | Punten | Buchholz |
| ------ | ----------- | ---------------------------------------------------- | ----------------- | ------ | -------- |
| Goud   | Hongarije   | Susan Polgár, J. Polgár, Mádl, Sofia Polgár          | 2400              | 33     |          |
| Zilver | Sovjet-Unie | Tsjiboerdanidze, Achmilovskaja, Levitina, Litinskaya | 2455              | 32½    |          |
| Brons  | Joegoslavië | Marić, Marković, Maksimović, Bašagić                 | 2300              | 28     |          |
| 4      | China       | Liu Shilan,                                          | 2095              | 27     |          |
| 5      | Bulgarije   |                                                      | 2275              | 24     | 344.5    |
| 6      | Roemenië    |                                                      | 2267              | 24     | 344.0    |
| 7      | Griekenland |                                                      | 2207              | 24     | 343.0    |
| 8      | Cuba        |                                                      | 2170              | 24     | 336.5    |
| 9      | Ver. Staten |                                                      | 2278              | 23½    | 342.5    |
| 10     | Nederland   | Harmsen, Van der Mije, De Greef, Drewes              | 2203              | 23½    | 319.5    |
Individuele medailles
- Prestatierating:  Judit Polgár 2694
- Bord 1:  Pia Cramling 12½ pt. uit 14 = 89.3%
- Bord 2:  Judit Polgár 12½ pt. uit 13 = 96.2%
- Bord 3:  Zhaoqin Peng (10½ pt. uit 14) en  Maria Horvath (9 pt. uit 12) = 75.0%
- Reserve:  Yesmin Begum 6½ pt. uit 8 = 81.3%